# Marcus van Blankenstein
Marcus van Blankenstein (* 13. Juni 1880 in Ouderkerk; † 18. September 1964 in Den Haag) war ein niederländischer Journalist.

## Leben und Tätigkeit

### Herkunft und frühe Laufbahn
Van Blankenstein entstammte einer orthodox-jüdischen Familie. Er war ein Sohn des Heijman van Blankenstein, eines Fleischers, und seiner Frau Judith, geb. Bekkers.
Nach dem Schulbesuch studierte van Blankenstein von 1902 bis 1906 vergleichende Sprachwissenschaft an der Universität Leiden. Anschließend setzte er sein Studium mit Hilfe eines Stipendiums an der Universität Kopenhagen fort. Während dieser Zeit begann er als Korrespondent Artikel für die in Rotterdam erscheinende Zeitung Nieuwe Rotterdamse Courant (NRC), eine der meistgelesenen Tageszeitungen der Niederlande, zu verfassen, in denen er über wichtige Geschehnisse in der dänischen Hauptstadt berichtete.
Daraufhin bot ihm die Redaktion der NRC 1909 die Stelle ihres ständigen Korrespondenten in Berlin an. Er nahm dieses Angebot an und berichtete fortan aus der Hauptstadt des deutschen Reiches. Nebenbei arbeitete er an seiner Dissertation, die er 1911 fertigstellte und demzufolge den Doktorgrad der Universität Leiden erhielt. Eine ihm angebotene Dozentenstelle lehnte er ab, um sich stattdessen endgültig dem Journalismus zuzuwenden.
Van Blankenstein verblieb insgesamt elf Jahre lang, bis 1920, auf dem Posten des Berliner Korrespondenten der NRC. In dieser Eigenschaft berichtete er insbesondere über die Ereignisse in der Reichshauptstadt während des Ersten Weltkrieges.

### Tätigkeit in den 1930er Jahren
1931 wurde van Blankenstein leitender Auslandsredakteur der NRC. In dieser Eigenschaft verfasste er einen Großteil der außenpolitischen Kommentare für sein Blatt. Aufgrund seiner jüdischen Abstammung, vor allem aber wegen seiner kritischen Artikel über die Judenverfolgung im NS-Staat und über die zunehmend aggressive NS-Außenpolitik zog van Blankenstein sich im Laufe der 1930er Jahre die Feindschaft deutscher Regierungsstellen, hauptsächlich aber von Joseph Goebbels, Leiter des Propagandaministeriums zu. Goebbels drohte der NRC wiederholt mit einem Anzeigenboykott für den Fall, dass sie ihren Redakteur nicht dazu veranlassen würde, seine antideutschen Kommentare einzustellen. Nachdem darauf keine Reaktion erfolgt war, wurden im ersten Halbjahr 1936 die bisherigen deutschen Tourismusannoncen der NRC entzogen.
Nach zusätzlichen Konflikten mit dem designierten Chefredakteur Swart wurde van Blankenstein, obwohl damals einer der angesehensten Journalisten der Niederlande, Ende 1936 von der Geschäftsleitung der NRC entlassen. Er wurde 1937 stellvertretender Chefredakteur der Wochenschrift Haagse Post, musste jedoch auf Druck der deutschen Regierung auch diese Stellung 1939 aufgeben.

### Zweiter Weltkrieg
Nach dem deutschen Besetzung der Niederlande gelang es van Blankenstein nach Großbritannien zu entkommen. Dort wurde er Herausgeber der Exilantenzeitschrift Vrij Nederland.
Nachdem van Blankenstein bereits seit längerem eine Zielscheibe der NS-Propaganda gewesen war, geriet er spätestens 1940 auch ins Visier der nationalsozialistischen Polizeiorgane, die ihn als wichtige Zielperson einstuften: Im Frühjahr 1940 setzte ihn das Reichssicherheitshauptamt in Berlin auf die Sonderfahndungsliste G.B., ein Verzeichnis von Personen, die im Falle einer erfolgreichen deutschen Invasion Großbritanniens durch die Sonderkommandos der SS-Einsatzgruppen mit besonderer Priorität ausfindig gemacht und verhaftet werden sollten.
Nach dem Krieg betätigte van Blankenstein sich u. a. als freier Korrespondent der Tageszeitung Het Parool.

## Familie und Nachkommen
Van Blankenstein war seit dem 29. Mai 1908 mit Nelly Lohr (1883–1947) verheiratet, mit der er einen Sohn und zwei Töchter hatte.